# Nazionale di polo del Brasile
La nazionale di polo dell'Brasile è una squadra composta dai migliori giocatori di polo dell'Brasile.
Il palmarès della selezione annovera 3 Campionato mondiale di polo (1995, 2001, 2004).

## Campionato mondiale di polo
| Campionato mondiale di polo | Campionato mondiale di polo | Campionato mondiale di polo | Campionato mondiale di polo | Campionato mondiale di polo | Campionato mondiale di polo |
| --------------------------- | --------------------------- | --------------------------- | --------------------------- | --------------------------- | --------------------------- |
| 1987                        | 3º posto                    | 1989                        | non qualificata             | 1992                        | non qualificata             |
| 1995                        | 1º posto                    | 1998                        | 2º posto                    | 2001                        | 1º posto                    |
| 2004                        | 1º posto                    | 2008                        | 2º posto                    | 2011                        | 2º posto                    |
| 2015                        | 3º posto                    | 2017                        | non qualificata             |                             |                             |